# Forrest Taylor
Forrest Taylor (Bloomington, 29 dicembre 1883 – Garden Grove, 19 febbraio 1965) è stato un attore statunitense.
La sua carriera iniziò all'epoca del muto per proseguire all'avvento del sonoro e a quello del colore, con un curriculum di oltre 350 interpretazioni cinematografiche e più di 50 partecipazioni a serie televisive, qualcuna in più di un episodio.

## Biografia
Nato a Bloomington, Illinois, era figlio del gestore di un cinema a Kewanee. Tra i suoi primi ruoli da protagonista al cinema si ricordano quelli in The Terror of Twin Mountains (1915), Sunset Country (1915), April (1916), True Nobility (1916) e The Abandonment (1916). La sua carriera si interruppe a seguito della sua partecipazione con le truppe americane alla prima guerra mondiale.
Riprese a recitare nella prima metà degli anni venti, inanellando varie centinaia di interpretazioni in teatro e al cinema, in particolare in film western durante gli anni 1930 e 1940. In seguito si dedicò all'interpretazione di ruoli da caratterista in televisione durante tutti gli anni 50. Si ritirò nel 1963 dopo aver preso parte a un episodio della serie televisiva  Ripcord.
Morì di cause naturali il 19 febbraio 1965 a Garden Grove, in California , all'età di 81 anni. Taylor fu sposato con l'attrice Ada Daniels, con cui apparve in alcune produzioni teatrali e dalla quale ebbe due figli.

## Filmografia

### Cinema
- The Terror of Twin Mountains (1915)
- Man-Afraid-of-His-Wardrobe (1915)
- Let There Be Light, regia di William Bertram – cortometraggio (1915) [2]
- Two Spot Joe (1915)
- The Sheriff of Willow Creek, regia di Frank Cooley – cortometraggio (1915)
- The Idol (1915)
- The Trail of the Serpent, regia di Frank Cooley – cortometraggio (1915)
- The Warning, regia di Frank Cooley – cortometraggio (1915)
- The Valley Feud, regia di Fred Cooley – cortometraggio (1915)
- Broadcloth and Buckskin, regia di Frank Cooley – cortometraggio (1915)
- There's Good in the Worst of Us, regia di Frank Cooley – cortometraggio (1915)
- In the Sunset Country, regia di Frank Cooley – cortometraggio (1915)
- The Mender (1915)
- The Hills of Glory, regia di William Bertram – cortometraggio (1916)
- The Thunderbolt (1916)
- Wild Jim, Reformer, regia di Frank Cooley – cortometraggio (1916)
- The White Rosette (1916)
- True Nobility (1916)
- The Social Pirates (1916)
- April, regia di Donald MacDonald (1916)
- The Disappearance of Helen Mintern (1916)
- The Abandonment (1916)
- In the Service of the State (1916)
- The Music Swindlers (1916)
- Black Magic (1916)
- The Madonna of the Night (1916)
- The Girl from Frisco (1916)
- The Fighting Heiress (1916)
- A Poor Girl's Romance (1926)
- No Man's Gold (1926)
- Reno (1930)
- Bacio mortale (The Death Kiss) (1932)
- Turn Back the Clock (1933)
- One Man's Journey (1933)
- Broadway to Hollywood (1933)
- Neighbors' Wives (1933)
- Il cavaliere del destino (Riders of Destiny) (1933)
- The Mysterious Mr. Wong (1934)
- Il Giglio d'oro (The Gilded Lily) (1935)
- L'ombra del dubbio (Shadow of Doubt) (1935)
- Big Calibre (1935)
- Mississippi (1935)
- The Miracle Rider (1935)
- Great God Gold (1935)
- Honeymoon Limited (1935)
- Death from a Distance (1935)
- No Man's Range (1935)
- The Rider of the Law (1935)
- Between Men (1935)
- Alias John Law (1935)
- The Courageous Avenger (1935)
- The Widow from Monte Carlo (1935)
- Trail of Terror (1935)
- Tell Your Children, regia di Louis J. Gasnier (1936)
- Valley of the Lawless (1936)
- A Face in the Fog (1936)
- Taming the Wild (1936)
- Desert Phantom (1936)
- Rogue of the Range (1936)
- Rio Grande Romance (1936)
- Too Much Beef (1936)
- Put on the Spot (1936)
- Prison Shadows (1936)
- West of Nevada (1936)
- Kelly of the Secret Service (1936)
- It Couldn't Have Happened (But It Did) (1936)
- La freccia avvelenata (Charlie Chan at the Race Track) (1936)
- Men of the Plains (1936)
- Shadow of Chinatown (1936)
- Rip Roarin' Buckaroo (1936)
- Two Minutes to Play (1936)
- Ellis Island (1936)
- Song of the Gringo (1936)
- The Phantom of the Range (1936)
- Death in the Air (1936)
- La grande avventura (Headin' for the Rio Grande) (1936)
- The Roaming Cowboy (1937)
- Arizona Days (1937)
- Servant of the People: The Story of the Constitution of the United States (1937)
- Orphan of the Pecos (1937)
- Island Captives (1937)
- Lost Ranch (1937)
- Riders of the Dawn (1937)
- The Red Rope (1937)
- The Mystery of the Hooded Horsemen (1937)
- Stars Over Arizona (1937)
- I falsari (Renfrew of the Royal Mounted) (1937)
- Moonlight on the Range (1937)
- L'espresso delle Montagne Rocciose (Where Trails Divide) (1937)
- Tex Rides with the Boy Scouts (1937)
- Courage of the West (1937)
- Amateur Crook (1937)
- Headin' East (1937)
- The Spy Ring (1938)
- Frontier Town (1938)
- The Last Stand (1938)
- The Feud Maker (1938)
- The Fighting Devil Dogs (1938)
- Western Trails (1938)
- Songs and Saddles (1938)
- Desert Patrol (1938)
- Outlaw Express (1938)
- The Story of Doctor Carver (1938)
- Man's Country (1938)
- Prison Break (1938)
- Heroes of the Hills (1938)
- La resa dei conti (Dick Tracy Returns) (1938)
- Durango Valley Raiders (1938)
- Phantom Gold (1938)
- Black Bandit (1938)
- Nostradamus (1938)
- Non uccidere (Crime Takes a Holiday) (1938)
- Lightning Carson Rides Again (1938)
- Guilty Trails (1938)
- Law of the Texan (1938)
- Prairie Justice (1938)
- Gun Packer (1938)
- Rio Grande (1938)
- California Frontier (1938)
- Ghost Town Riders (1938)
- Sfida a Baltimora (Stand Up and Fight) (1939)
- Honor of the West (1939)
- The Phantom Stage (1939)
- Code of the Cactus (1939)
- The Lone Ranger Rides Again (1939)
- Trigger Smith (1939)
- Texas Wildcats (1939)
- The Law Comes to Texas (1939)
- Outlaws' Paradise (1939)
- Street of Missing Men (1939)
- S.O.S. Tidal Wave (1939)
- Stunt Pilot (1939)
- The Oregon Trail (1939)
- The Fighting Gringo (1939)
- Straight Shooter (1939)
- Riders of Black River (1939)
- The Fighting Renegade (1939) (recut version)
- In corsa contro il tempo (Dick Tracy's G-Men) (1939)
- The Phantom Creeps (1939)
- Danger Flight (1939)
- Trigger Fingers (1939)
- Rovin' Tumbleweeds (1939)
- Meet Dr. Christian (1939)
- Chip of the Flying U (1939)
- My Son Is Guilty (1939)
- The Sagebrush Family Trails West (1940)
- Tom Edison giovane (Young Tom Edison) (1940)
- The Cheyenne Kid (1940)
- Rhythm of the Rio Grande (1940)
- Terry and the Pirates (1940)
- The Kid from Santa Fe (1940)
- Passport to Alcatraz (1940)
- Frontier Crusader (1940)
- Wild Horse Range (1940)
- The Golden Trail (1940)
- Pony Express Days (1940)
- Boys of the City (1940)
- Deadwood Dick (1940)
- La vendetta dei Dalton (When the Daltons Rode) (1940)
- The Durango Kid (1940)
- Arizona Gang Busters (1940)
- That Gang of Mine (1940)
- Under Texas Skies (1940)
- Trailing Double Trouble (1940)
- West of Abilene (1940)
- The Green Archer (1940)
- The Trail Blazers (1940)
- The Green Hornet Strikes Again! (1940)
- Billy the Kid's Gun Justice (1940)
- The Wildcat of Tucson (1940)
- The Lone Rider Rides On (1941)
- Ridin' on a Rainbow (1941)
- Ridin' the Cherokee Trail (1941)
- Flying Wild (1941)
- Pals of the Pecos (1941)
- Billy the Kid's Fighting Pals (1941)
- The Singing Hill (1941)
- The Spider Returns (1941)
- Wrangler's Roost (1941)
- Kansas Cyclone (1941)
- They Meet Again (1941)
- The Iron Claw (1941)
- King of the Texas Rangers (1941)
- Sea Raiders (1941)
- Underground Rustlers (1941)
- Riot Squad (1941)
- Dick Tracy vs. Crime, Inc. (1941)
- The Lone Star Vigilantes (1942)
- Nostradamus and the Queen (1942)
- Texas Man Hunt (1942)
- Code of the Outlaw (1942)
- Cowboy Serenade (1942)
- Il cavaliere della vendetta (Wild Bill Hickok Rides) (1942)
- Bullets for Bandits (1942)
- Lawless Plainsmen (1942)
- Vento selvaggio (Reap the Wild Wind) (1942)
- Sunset on the Desert (1942)
- Down Rio Grande Way (1942)
- Home in Wyomin' (1942)
- I cacciatori dell'oro (The Spoilers) (1942)
- Perils of the Royal Mounted (1942)
- Juke Girl (1942)
- I dominatori (In Old California) (1942)
- Perils of Nyoka (1942)
- Sons of the Pioneers (1942)
- Arizona Stage Coach (1942)
- King of the Stallions (1942)
- Overland Mail (1942)
- King of the Mounties (1942)
- Outlaws of Pine Ridge (1942)
- The Yanks Are Coming (1942)
- Danaro e sangue (The Pay Off) (1942)
- The Living Ghost (1942)
- Trail Riders (1942)
- The Valley of Vanishing Men (1942)
- The Rangers Take Over (1942)
- Ridin' Down the Canyon (1942)
- Man of Courage (1943)
- Thundering Trails (1943)
- A Night for Crime (1943)
- The Fighting Buckaroo (1943)
- Il vampiro (Dead Men Walk) (1943)
- Idaho (1943)
- Land of Hunted Men (1943)
- Anche i boia muoiono (Hangmen Also Die!) (1943)
- Corregidor (1943)
- Il nemico ci ascolta (Air Raid Wardens) (1943)
- King of the Cowboys (1943)
- Wild Horse Stampede (1943)
- Song of Texas (1943)
- Spy Train (1943)
- Silver Spurs (1943)
- Danger! Women at Work (1943)
- Sleepy Lagoon (1943)
- La città rubata (The Kansan) (1943)
- Bullets and Saddles (1943)
- Death Valley Rangers (1943)
- Gun to Gun (1944)
- Beneath Western Skies (1944)
- Sweethearts of the U.S.A. (1944)
- La casa della morte (Lady in the Death House) (1944)
- Mojave Firebrand (1944)
- Sundown Valley (1944)
- Outlaws of Santa Fe (1944)
- Shake Hands with Murder (1944)
- Boss of Boomtown (1944)
- Caccia al fantasma (Ghost Catchers) (1944)
- Mystery Man (1944)
- Sonora Stagecoach (1944)
- The Last Horseman (1944)
- The Desert Hawk (1944)
- Three Little Sisters (1944)
- Wilson (1944)
- Song of Nevada (1944)
- Trail to Gunsight (1944)
- Haunted Harbor (1944)
- Cheyenne Wildcat (1944)
- Black Arrow (1944)
- Cyclone Prairie Rangers (1944)
- La frusta nera di Zorro (Zorro's Black Whip) (1944)
- California (Can't Help Singing) (1944)
- Mom and Dad (1945)
- Sagebrush Heroes (1945)
- Sing Me a Song of Texas (1945)
- High Powered (1945)
- Rough Ridin' Justice (1945)
- Manhunt of Mystery Island (1945)
- Identity Unknown (1945)
- Rockin' in the Rockies (1945)
- L'asso di picche (The Power of the Whistler) (1945)
- The Master Key, regia di Lewis D. Collins e Ray Taylor - serial (1945)
- Beyond the Pecos (1945)
- Demone bianco (Bewitched) (1945)
- Federal Operator 99 (1945)
- Mr. Muggs Rides Again (1945)
- Dangerous Intruder (1945)
- Bandits of the Badlands (1945)
- Lawless Empire (1945)
- Texas Panhandle (1945)
- Girl on the Spot (1946)
- Strange Impersonation (1946)
- Romance of the West (1946)
- The Caravan Trail (1946)
- Galloping Thunder (1946)
- The Glass Alibi (1946)
- That Texas Jamboree (1946)
- Colorado Serenade (1946)
- Strange Voyage (1946)
- Driftin' River (1946)
- The Crimson Ghost (1946)
- La fortuna è femmina (Lady Luck) (1946)
- Santa Fe Uprising (1946)
- Stagecoach to Denver (1946)
- Rinnegata (Renegade Girl) (1946)
- Vacation Days (1947)
- Frontiere selvagge (Trail Street) (1947)
- I predoni della montagna (Code of the West) (1947)
- Il mare d'erba (The Sea of Grass) (1947)
- Yankee Fakir (1947)
- Rustlers of Devil's Canyon (1947)
- The Stranger from Ponca City (1947)
- The Pretender (1947)
- Along the Oregon Trail (1947)
- Gli invincibili (Unconquered) (1947)
- Buckaroo from Powder River (1947)
- The Black Widow (1947)
- Shadow Valley (1947)
- Mystery Range (1947)
- Big Town After Dark (1947)
- Il solitario del Texas (Albuquerque) (1948)
- Tex Granger: Midnight Rider of the Plains (1948)
- Il pugnale del bianco (Coroner Creek) (1948)
- Gli avvoltoi (Return of the Bad Men) (1948)
- Superman (1948)
- Le quattro facce del West (Four Faces West) (1948)
- The Golden Eye (1948)
- I rapinatori (The Plunderers) (1948)
- Life of St. Paul Series (1949)
- Bruce Gentry (1949)
- Il ranch delle tre campane (South of St. Louis) (1949)
- Death Valley Gunfighter (1949)
- The Lawton Story (1949)
- Stallion Canyon (1949)
- The Great Dan Patch (1949)
- La mano deforme (Scene of the Crime) (1949)
- La bella preda (The Gal Who Took the West) (1949)
- The Fighting Redhead (1949)
- Navajo Trail Raiders (1949)
- The Pecos Pistol (1949)
- Il capitano Gary (Deputy Marshal) (1949)
- Cowboy and the Prizefighter (1949)
- Più forte dell'odio (Montana) (1950)
- The Fargo Phantom (1950)
- Forbidden Jungle (1950)
- The Fighting Stallion (1950)
- Code of the Silver Sage (1950)
- The Arizona Cowboy (1950)
- Johnny One-Eye (1950)
- Winchester '73 (1950)
- L'agguato degli apaches (I Killed Geronimo) (1950)
- Cherokee Uprising (1950)
- Rustlers on Horseback (1950)
- Prairie Roundup (1951)
- Don Daredevil Rides Again (1951)
- Blazing Bullets (1951)
- Wells Fargo Gunmaster (1951)
- Utah Wagon Train (1951)
- Figlio di ignoti (Close to My Heart) (1951)
- Lawless Cowboys (1951)
- Smoky Canyon (1952)
- Stella solitaria (Lone Star) (1952)
- Night Raiders, regia di Howard Bretherton (1952)
- La cavalcata dei diavoli rossi (Flaming Feather) (1952)
- Rancho Notorious (1952)
- Border Saddlemates (1952)
- Il conquistatore del West (Wagons West) (1952)
- Ma and Pa Kettle at the Fair (1952)
- The Story of Will Rogers (1952)
- La frontiera indomita (Untamed Frontier) (1952)
- Park Row (1952)
- South Pacific Trail (1952)
- Il dominatore del Texas (Gunsmoke) (1953)
- Iron Mountain Trail (1953)
- The Lost Planet (1953)
- The Marshal's Daughter (1953)
- Non sparare, baciami! (Calamity Jane) (1953)
- Bitter Creek (1954)
- Lo sceriffo senza pistola (The Boy from Oklahoma) (1954)
- Gli avvoltoi della strada ferrata (Rails Into Laramie) (1954)
- Il circo delle meraviglie (Ring of Fear) (1954)
- Alba di fuoco (Dawn at Socorro) (1954)
- The Book of Acts Series (1957)
- Footsteps in the Night (1957)
- L'uomo dai mille volti (Man of a Thousand Faces) (1957)
- Sono un agente FBI (The FBI Story) (1959)

### Televisione
- Dale Evans: Queen of the West – film TV (1950)
- The Life of Riley – serie TV, un episodio (1950)
- Red Ryder – serie TV, un episodio (1951)
- The Living Christ Series – miniserie TV, un episodio (1951)
- Squadra mobile (Racket Squad) – serie TV, 2 episodi (1951)
- Craig Kennedy, Criminologist – serie TV, un episodio (1952)
- The Living Bible – serie TV, 4 episodi (1952)
- Rebound – serie TV, un episodio (1952)
- Wild Bill Hickok (Adventures of Wild Bill Hickok) – serie TV, un episodio (1952)
- The Fisher Family – serie TV, un episodio (1952)
- The Unexpected – serie TV, 2 episodi (1952)
- Cisco Kid (The Cisco Kid) – serie TV, 10 episodi (1950)
- Hopalong Cassidy – serie TV, un episodio (1954)
- Annie Oakley – serie TV, 2 episodi (1954)
- Your Favorite Story – serie TV, 2 episodi (1953)
- Le avventure di Gene Autry (The Gene Autry Show) – serie TV, 2 episodi (1954)
- Waterfront – serie TV, un episodio (1955)
- Roy Rogers (The Roy Rogers Show) – serie TV, 6 episodi (1952)
- The Touch of Steel – film TV (1955) (anthology series)
- Four Star Playhouse – serie TV, un episodio (1955)
- Cavalcade of America – serie TV, 2 episodi (1954)
- Medic – serie TV, un episodio (1955)
- Frida (My Friend Flicka) – serie TV, episodi 1x29-1x38 (1956)
- Ethel Barrymore Theater – serie TV, un episodio (1956)
- Official Detective – serie TV, un episodio (1957)
- Le leggendarie imprese di Wyatt Earp (The Life and Legend of Wyatt Earp) – serie TV, 2 episodi (1956)
- The 20th Century-Fox Hour – serie TV, un episodio (1957)
- Matinee Theatre – serie TV, un episodio (1957)
- Broken Arrow – serie TV, un episodio (1957)
- Panico (Panic!) – serie TV, un episodio (1957)
- Furia (Fury) – serie TV, un episodio (1957)
- The Lineup – serie TV, un episodio (1958)
- The Restless Gun – serie TV, episodio 1x23 (1958)
- I racconti del West (Zane Grey Theater) – serie TV, un episodio (1958)
- Papà ha ragione (Father Knows Best) – serie TV, un episodio (1959)
- Disneyland – serie TV, un episodio (1959)
- Man Without a Gun – serie TV, 22 episodi (1957)
- The Dennis O'Keefe Show – serie TV, un episodio (1959)
- Maverick – serie TV, episodio 3x26 (1960)
- Ricercato vivo o morto (Wanted: Dead or Alive) – serie TV, un episodio (1960)
- Il tenente Ballinger (M Squad) – serie TV, un episodio (1960)
- Overland Trail – serie TV, un episodio (1960)
- Lawman – serie TV, un episodio (1960)
- Tales of Wells Fargo – serie TV, 2 episodi (1959)
- Lassie – serie TV, 2 episodi (1955)
- Cheyenne – serie TV, 2 episodi (1960)
- Tallahassee 7000 – serie TV, un episodio (1961)
- Whispering Smith – serie TV, episodio 1x15 (1961)
- Bonanza – serie TV, 2 episodi (1960)
- The Law and Mr. Jones – serie TV, un episodio (1962)
- Ripcord – serie TV, episodio 2x33 (1963)